# Jekatěrina Vladimirovna Vystavkina
Jekatěrina Vladimirovna Vystavkina (rusky Екатерина Владимировна Выставкина, 6. prosince 1877, Grešněvo – 4. března 1957, Moskva) byla ruská spisovatelka a překladatelka.

## Život
Pocházela ze staré šlechtické rodiny Brovcynů. Otec byl tajemníkem gubernie. V roce 1896 absolvovala Moskevský ústav řádu Svaté Kateřiny. Byla dvakrát vdaná, podruhé za sociálního demokrata Abrama Grigorjevče Gallopa. Byla členkou Ligy rovnosti žen. V roce 1919 byla asistentkou tajemníka simferopolského vojenského revolučního výboru.
Na počátku 20. let emigrovala a žila v Berlíně. Ve 30. letech se vrátila do Ruska. Zemřela 4. března 1957 v Moskvě a je pohřbena na Donském hřbitově.

## Dílo
Spolupracovala s časopisy Ruské bohatství, Ruská mysl, Rodina a škola, Přítel dětí, Včelka a dalšími. Věnovala se zejména tématům vzdělávání a postavení žen v rodině a společnosti. Přeložila z němčiny knihu Gabriela Tardeho Zločinec a zločin (1906). Napsala fantastickou hru Červená čepička, která v roce 1912 získala cenu v soutěži dětských her. Jako překladatelka básníků se podílela na sborníku Poezie Arménie od starověku do současnosti v překladech ruských básníků ... (1916) a na Sbírce arménské literatury (Petrohrad, 1916). Nejvýznamnějším dílem je román Amazonka (1916), o kterém dobře hovořil a publikoval jej Vladimir Galaktionovič Korolenko. Po roce 1917 se věnovala hlavně překladům.